# Babcock Ranch
Pour les articles homonymes, voir Babcock.
 (août 2018).
Babcock Ranch est une ville nouvelle aux États-Unis, situé en Floride, sur le territoire de deux comtés, Charlotte et Lee.
La ville, qui sera entièrement alimentée par l'énergie solaire, est située en Southwest Florida près de la ville de Fort Myers. Le projet est dirigé par Florida Power & Light (NextEra Energy) pour l'aspect énergétique et par l'agence immobilière Kitson & Partners, pour la planification.

## Histoire
Babcock Ranch a été dénommé d'après Edward Vose Babcock (en), un « baron » du bois et maire de Pittsburgh de 1918 à 1922, qui a acheté le terrain en 1914. Les terrains ont été achetés en 2006 par l'ancien joueur de football américain Syd Kitson (en) de l'immobilière Kitson & Partners.

## La ville
Babcock Ranch se veut la première ville verte des États-Unis. L'ambition des promoteurs est d'avoir une communauté de 50 000 habitants à l'horizon 2037 dans cette ville dont le territoire couvre une superficie de 38 000 hectares. Les premiers habitants ont emménagé dans la ville en mai 2017.

## Sources
- Metro (Belgique), Babcock Ranch, la première ville verte des États-Unis cherche des habitants, 27 mars 2017, p. 9